# Hermes Airlines
 (novembre 2012).
Si vous disposez d'ouvrages ou d'articles de référence ou si vous connaissez des sites web de qualité traitant du thème abordé ici, merci de compléter l'article en donnant les références utiles à sa vérifiabilité et en les liant à la section « Notes et références ».
Hermes Airlines était une compagnie aérienne grecque créée en 2011, filiale de la compagnie française Air Méditerranée.
Basée à Athènes, elle développe son réseau au départ de la Grèce à destination de l'Europe et de l'Afrique du Nord. Elle assurait également des liaisons intérieures en Grèce, et avait été sélectionnée par les autorités scandinaves pour assurer des liaisons aériennes régulières entre les principales villes suédoises et irakiennes.
La compagnie réalisait également régulièrement des vols charters pour le compte d'Air Méditerranée.

## Histoire
À partir de 2010, Air Méditerranée, compagnie charter assurant des vols principalement pour le compte de tour-opérateurs comme FRAM, subit d'importantes difficultés financières à la suite des crises tunisiennes et égyptiennes (Printemps arabe), deux destinations majeures de la compagnie. 
De plus, la baisse globale des coûts des vols initiée par les compagnies « low cost » et l'arrivée de nouveaux concurrents comme Transavia font perdre beaucoup d'argent à l'entreprise,. 
La compagnie enregistre 2,6 millions d'euros de pertes en 2010 et à une perte du même ordre l'année suivante.
Pour tenter de redresser la compagnie, le président Antoine Ferretti crée une filiale en Grèce en mai 2011, il s'agit de Hermes Airlines. 
Cette jeune compagnie aérienne arrive sur le marché grec à un moment opportun puisque les compagnies grecques déjà en place subissent de plein fouet la crise de la dette publique grecque: l'offre en vols moyen-courrier est faible pour une demande forte.
En France néanmoins la situation des compagnies charters ne s'améliore pas et dans ce contexte et Air Méditerranée transfert cinq de ses avions à Hermes Airlines. 
De plus, Antoine Ferretti décide de lancer un plan social concernant 85 des salariés du groupe. Cette situation agace le syndicat des pilots SNPL qui dénonce cette manœuvre comme étant une délocalisation délibérément voulue par le président de la compagnie face a quoi des membres du personnel navigant et notamment du SNPL et du SNPNC s’opposèrent aux direction prises par la compagnie et lancèrent plusieurs grevés pour encore améliorer leurs avantage ce qui mis a mal la santé financière de la compagnie et des salariés sol qui resterons solidaire a la compagnie jusqu'au bout. Il semblerait finalement qu'aucun salarié français d'Air Méditerranée n'ait été délocalisé en Grèce.
Lors des dernières années d'existence d'Air Méditerranée, sa filiale grecque tend à opérer de plus en plus de vols charters en Europe, ce qui n'était pas du tout l'objectif de départ de cette division de la société, du moins comme son président l'eût affirmé au début.
Ces efforts de restructuration ne suffiront pas à trouver un repreneur et la maison mère, placée en redressement judiciaire en début d'année 2015, est placée en liquidation judiciaire le 15 février 2016.
Cette liquidation judiciaire entraînera, ce même jour, la cessation de l'activité de cette filiale.

## Flotte

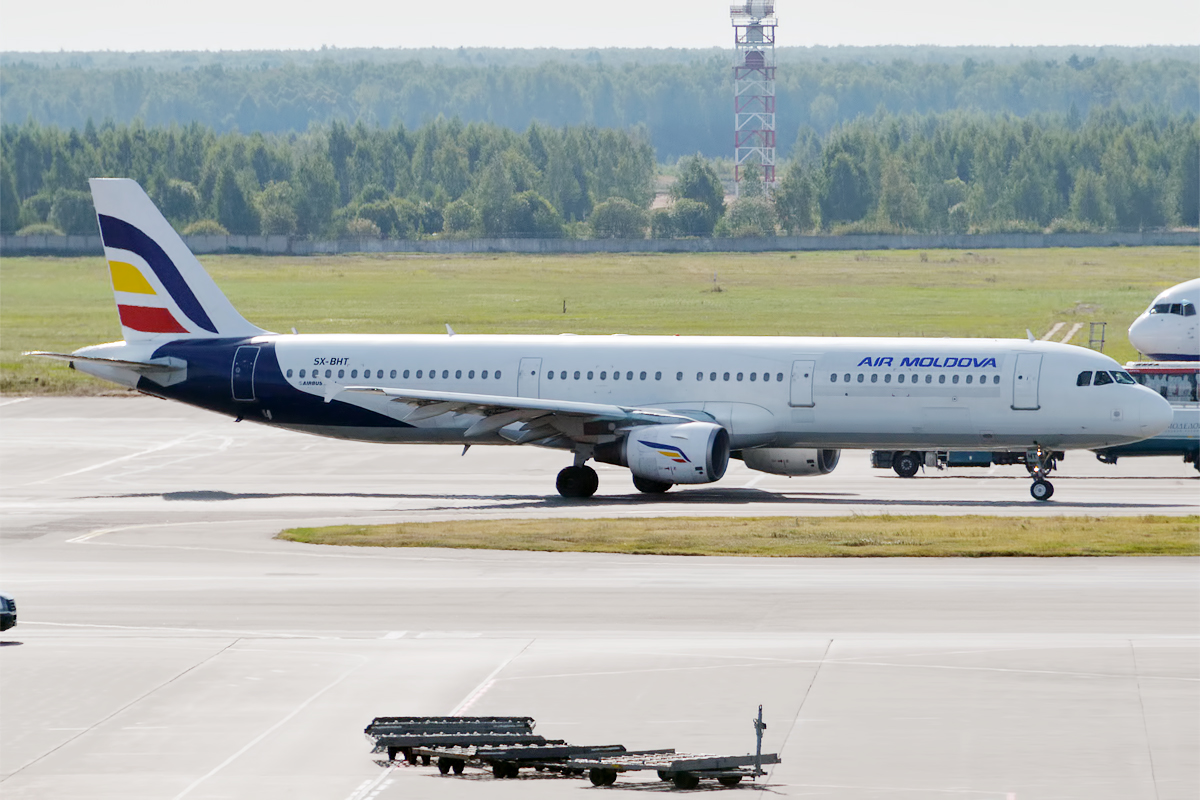
Airbus A321-200 loué par Hermes Airlines

À la veille de la liquidation de sa société mère, Hermes exploite une flotte de 3 avions dont la majorité est louée à d'autres opérateurs selon ses besoins (wet-leasing).
Une fois la liquidation prononcée, tous les avions ont été rapatriés par AerCap